# Nils Wetterholm
Nils Erik Wetterholm (* 20. Juli 1996 in Stockholm) ist ein schwedischer Schauspieler.

## Leben und Karriere
Wetterholm wurde am 20. Juli 1996 in Stockholm geboren. Er absolvierte seine Ausbildung an der Luleå Theatre Academy. Sein Debüt gab er 2020 in der Serie Kalifat. Anschließend wurde er für die Serie Knutby zu sehen. Seinen Durchbruch erzielte Wetterholm mit der Rolle des Vincent af Klintskog in der Netflix-Serie Young Royals. 2025 bekam er in der Serie Stenbeck eine Hauptrolle. Im selben Jahr wird Wetterholm in The Dance Club zu sehen sein.

## Filmografie
Serien
- 2020: Kalifat
- 2021: Knutby
- 2021–2024: Young Royals
- 2025: Stenbeck